# Alif Dhaal-atol
Het Alif Dhaal-atol (Ari Atoll Dhekunuburi) is een bestuurlijke divisie van de Maldiven.
De hoofdstad van het Alif Dhaal-atol is Mahibadhoo.

## Geografische indeling

### Atollen
Het volgende atol maakt deel uit van het Alif Dhaal-atol:
1. Het zuidelijke deel van het Ari-atol

### Eilanden
De volgende bewoonde eilanden maken deel uit van het Alif Dhaal-atol:
1. Dhangethi
2. Dhiddhoo
3. Dhigurah
4. Fenfushi
5. Haggnaameedhoo
6. Kunburudhoo
7. Maamingili
8. Mahibadhoo
9. Mandhoo
10. Omadhoo

De volgende onbewoonde eilanden maken deel uit van het Alif Dhaal-atol:
1. Alikoirah
2. Angaagaa
3. Ariadhoo
4. Athurugau
5. Bodufinolhu
6. Bodukaashihuraa
7. Bulhaaholhi
8. Dhehasanulunboihuraa
9. Dhiddhoofinolhu
10. Dhiffushi
11. Dhiggaru
12. Enboodhoo
13. Finolhu
14. Gasfinolhu
15. Heenfaru
16. Hiyafushi
17. Hukurudhoo
18. Hurasdhoo
19. Huruelhi
20. Huvahendhoo
21. Innafushi
22. Kalhuhandhihuraa
23. Kudadhoo
24. Kudarah
25. Maafushivaru
26. Machchafushi
27. Medhufinolhu
28. Mirihi
29. Moofushi
30. Nalaguraidhoo
31. Rahddhiggaa
32. Rangali
33. Rangalifinolhu
34. Rashukolhuhuraa
35. Theluveligaa
36. Tholhifushi
37. Thundufushi
38. Vakarufalhi
39. Vilamendhoo
40. Villingili
41. Villinglivaru

Haa Alif-atol · Haa Dhaalu-atol · Shaviyani-atol · Noonu-atol · Raa-atol · Baa-atol · Lhaviyani-atol · Kaafu-atol · Alif Alif-atol · Alif Dhaal-atol · Vaavu-atol · Meemu-atol · Faafu-atol · Dhaalu-atol · Thaa-atol · Laamu-atol · Gaafu Alif-atol · Gaafu Dhaalu-atol · Gnaviyani-atol · Seenu-atol · Malé